# بيبي (لاعب كرة قدم مواليد 1997)
إدواردو غابرييل أكوينو كوسا ويشتهر بأسم بيبي (مواليد 24 فبراير 1997) هو لاعب كرة قدم برازيلي يلعب كجناح في نادي بورتو.